# دلیران (فیلم)
دلیران (انگلیسی: The Brave Ones) یک فیلم کمدی صامت کوتاه به کارگردانی ویلارد لوئیس است که در سال ۱۹۱۶ منتشر شد. از بازیگران این فیلم می‌توان به اولیور هاردی، بیلی روژ، السی مک‌کلاد و بیلی بلچر اشاره کرد.